# 淇淇
“淇淇”（约1979年－2002年7月14日）是一头在中国被人工饲养的雄性白鱀豚（又称白鳍豚）。1980年1月11日在长江交接洞庭湖口处被渔民捕获，次日运抵武汉市中国科学院水生生物研究所，并由该所一直饲养至自然死亡。它是世界上第一头被人工饲养的白鱀豚，也是在人工饲养条件下存活最久的白鱀豚（22年185天）兼人类研究白鱀豚唯一的长期接触对象，为白鱀豚的行为学、血液学、生物声学、人工饲养、疾病诊断与防治等方面提供了大量宝贵资料。中国学界对“淇淇”所做的系列研究，是世界上获知白鱀豚有关信息的主要渠道来源，其中对它的生物声学研究，推翻了早前认为淡水豚类不能表达感情的观点。
因白鱀豚独产于中国且极为稀有，“淇淇”一度成为国际上广受关注的“动物明星”，同时也成为白鱀豚这一物种的代表。其形象被用作中国野生水生动物保护徽标，两次绘入中国邮票，多次选为体育赛事和文化活动的吉祥物，频频在电视荧幕现身，使无数的人们认识了白鱀豚，唤起了人们对自然生态的保护意识。
尽管人们一直试图寻找合适的雌性白鱀豚与“淇淇”配对，以此实现白鱀豚唯一可能的人工繁殖计划，但因条件所限未能成功，“淇淇”孤独的一生终究未留下任何后代。

## 捕获
1980年1月11日，湖北省嘉鱼县的几位渔民在靠近洞庭湖口的长江边作业时，发现一對白鱀豚母子搁浅在浅水区，遂用渔船堵住浅水区出口处，不久母豚死亡，幼豚被漁民用于將漁網釣上船的大铁钩从水中钩起，并立即报告了当地水产部门。接到当地水产部门的报告，中国科学院水生生物研究所的科研人员连夜趕到現場，于次日清晨經過5小时50分钟的时间，用吉普車成功將該豚干運至武漢中科院水生所的水池中。通过檢查测量，该豚為雄性，体长1.43米（一说1.47米），体重36.5千克，估计年龄约1岁。
渔民的铁钩在该豚颈背部造成了两个直径4厘米、深約8厘米且内部连通的大洞，同時身體有多處擦傷。一星期后，伤口感染严重，该豚奄奄一息。中科院水生所聯合北京动物园與同济医院的專家，采用中西医结合治疗的方法，专门为该豚制作了一个“背心”用来给伤口敷上云南白药。四个月后，其伤口愈合并随即康复。

## 命名
该豚伤势恢复后，当时的中科院水所所长、著名鱼类学家、中科院院士伍献文教授和当时的副所长胡鸿钧教授给它取名为“淇淇”。其含义有三个方面，一是“淇”与“珍奇”“稀奇”的“奇”谐音，有珍奇的意思；二是“淇”含有三点水，即有水中动物的意思；三是“淇”与当时称白鱀豚为“白鳍豚”的“鳍”字同音。

## 饲养生活
从 1982 年开始，“淇淇”被饲养在一个封闭式，并带有水循环过滤系统的圆形水泥池中。常年水温控制在23 ℃ 至25 ℃ 之间。这个水池直径12米、深3.5米，内有三级80厘米宽的弧形台阶。池中心底部有五个圆形的排水孔，池壁周围有6个进水孔。为了保证“淇淇”的健康并方便观察，池水透明度保持大于3.5米。
来观看“淇淇”的人们常把中科院水生所白鱀豚馆称作“白公馆”。白公馆就从此成为中科院的一大观点。从此中科院开始了对白鱀豚的迁位保护研究与保护工作。
在人工饲养下的“淇淇”生活很有规律，每天的食量是大约10千克鲜鱼。每天接受特定的训练，每月体检一次，平日最喜欢的娱乐活动之一就是玩游泳圈。
1986年，“淇淇”差不多八岁时，达到了白鱀豚的成熟年龄。体长与体重分别稳定于2.2米与125千克。每年五、六月间“淇淇”进入发情期，浅灰色的背部会变得发红，粉红色的生殖器也常常从腹部露出，“淇淇”就不断地在水池中翻跳。中科院水生所的人员因此开始了为“淇淇”寻找雌白鱀豚作配偶的捕捞工作。
1986年3月31日，当时洪湖籍渔民出身的中科院水生所长江白鱀豚考察队副队长万恩权与他带领的由当地渔民组成的长江白鱀豚考察队队员们在中科院水生所高级工程师华元渝的指导和帮助下，在监利观音洲下游的城陵矶江段用定点围网的方式成功捕获一对白鱀豚，一雌一雄。这两头白鱀豚用同样的干运方式迁运至中科院水生所内的室外水池中，作为它们暂时的家。一开始并没有把它们放进白公馆是怕“淇淇”一时不适应，因为“淇淇”被捕时年仅一岁，而在白公馆被人工饲养了六年从未“见”（用声纳探听）过另一头白鱀豚。
中科院水生所的人员随后给它们作了测定，并起了名字。雌豚取名为“珍珍”，雄豚取名为“联联”（寓意此次捕获白鱀豚是多方力量联合协作的成果，相关媒体报道常误作“连连”），并发现“联联”是“珍珍”的父豚。“珍珍”和“联联”被搬进中科院水生所后一时不习惯人工饲养的环境，进行了絕食。其中院中的工作者不久便发现“珍珍”出水呼吸有困难，甚至有几天，它已经没有力气游出水面呼吸了。“联联”尽管自己也在绝食，却还是用尽力气把“珍珍”的头托出水面，让它呼吸，以防被憋死。1986年6月14日“联联”去世，在人工饲养的条件下仅仅活存了76天。
“珍珍”搬进了白公馆内新修成的水池后便开始断断续续地绝食。中科院的专家们用人工灌喂特制的鱼浆来维持“珍珍”的健康。新修建的水池与“淇淇”的水池由一面水泥墙隔离，这是因为一开始怕“淇淇”会不适应“珍珍”侵犯它的住所。但是在修建“珍珍”的水池时，中间留了一个足够一头白鱀豚宽长的水渠道。“珍珍”或“淇淇”愿意的情况下，可以随时游进另一只白鱀豚的水池。“珍珍”搬进白公馆的一星期后，发现常常在那条水渠道的开口处游来游去。“淇淇”也是颇具好奇地在水渠道的另一开口处环绕着。又过了几日，专家们发现“珍珍”游进了“淇淇”的水池，“淇淇”显得有些害怕，躲在一角环绕。这样持续了一星期，“珍珍”与“淇淇”逐渐地熟悉起来了。只是当时“珍珍”在被捕捉时还未性成熟，所以没能怀孕，不过专家们发现“珍珍”自从进入“淇淇”的水池中居住后，性特征开始出现了。“淇淇”与“珍珍”在次年的发情期，常做过性交，但因“珍珍”终究未能达到性成熟，所以一直没有怀孕。1988年9月27日“珍珍”因肺炎不幸死亡。人工饲养了2.5年，它是继“淇淇”后在人工饲养的迁位保护环境下生存最久的一头白鱀豚。
1995年底，在湖北省长江石首流域捕捉到了一雌性白鱀豚。体长2.29米，重约150千克。因为这只白鱀豚年龄较大，比较适合在保护区中自由生活。科学家本想将这只白鱀豚与“淇淇”配对，但是考虑到“淇淇”长期生活在人工饲养环境下，已经失去了野外生存能力。因此把只白鱀豚放养在石首自然保护区。1996年6月，长江爆发洪水造成这只白鱀豚触网溺水而死。
1999年初，当地的民工在上海市长江口崇明岛西部的海滩上发现了被搁浅的一头体长2米多、体重100多千克的雌豚。因为那些民工当时不知道这就是中国珍稀的“水中大熊猫”白鱀豚，所以致使它身陷池塘长达七日。最终通知了有关部门。第十日，专家们赶到了现场，但因它已七日绝食而导致心力衰竭，用干运的方法刚刚运抵至上海，便不治身亡。
水生学家们为“淇淇”寻找配偶捕到的三头雌豚，均在能够与“淇淇”在白公馆交配前去世。已经性成熟的“淇淇”单独在白公馆生存，尤为孤独，据专家们说，它每逢 4 至 6 月的发情期，总是“躁动不安，常常用身体撞击池壁。”
1996年4月，“淇淇”因内分泌失调并发感染急性肝炎和糖尿病。它的肝损伤导致它发高血脂、高血糖症。经中外专家的一番救治才得转危为安。1997年春，它又开始了短期的绝食，赵庆中等专家只好给它灌食鱼浆。
2002年7月14日早晨6点多钟，中科院水生所的科研人员像以往一样地去中科院水生所的白鱀豚馆巡视，看到“淇淇”在水池中游动，没有什么异常。前一天的工作记录上记载：晚上喂食，进食正常。8 : 25 分，当工作人员再次走进“白公馆”时发现，“淇淇”躺在水下不动了。经过一番抢救后，未能救活。死时“淇淇”的年龄约为25岁，体长2.07米，体重98.5千克。其后，对“淇淇”进行了解剖，其死因确定为年老而死。内脏器官则进行冷藏保存，以供进一步的科学研究之用。

## 相关研究

### 生物声学
全球白鱀豚的声学研究始于“淇淇”。对“淇淇”的生物声学研究发现白鱀豚视力很弱，白鱀豚会发出回声定位讯号和声通讯讯号。回声定位讯号是200千赫兹的短时间脉冲信号，主要用于环境探测和捕食；声通讯讯号为持续时间较长的10千赫兹单頻纯音信号，主要用于个体之间的通讯和感情表达。

### 性行为
1988年，“淇淇”性成熟，此后每年春季会有厌食反应。对白鱀豚“淇淇”的研究发现，在人工饲养环境下，由于长期独居，“淇淇”在发情期（尤其是春秋季节）会进行腹部贴池底、贴池壁和阴茎外露等性自慰的行为，以及急游冲刺、水下呼吸，发出叫声、直立、跳跃等表现出焦躁不安的剧烈活动。并认为雄性白鱀豚交配时很可能是在雌豚上面，与之前野外观察的所发现的交配方式并不相同。但是否受到人工环境的影响而发生了改变则不得而知。
此外，对“淇淇”的性腺所分泌血清睾酮的长期分析发现，“淇淇”性腺分泌睾酮的活动有周期性的变化。表明白鱀豚是季节性的繁殖动物。

### 人工饲养
“淇淇”以淡水鱼为食，春至秋初以白鲢为主；秋末至冬季以鲤鱼、鲫鱼为主。日食量约在6－7.5千克。
在1980年代，中国科学家重点研究了人工饲养方面的问题。建立了白鱀豚饲养水质标准和白鱀豚血液学标准。“白鱀豚饲养生物学研究”于1987年获中国科学院科技进步二等奖。
从对“淇淇”的长期观察和研究发现，白鱀豚的人工饲养需要保持良好水质。生病首先从摄食和行为异常上反映出来。

### 其他
研究者测定了“淇淇”与“珍珍”的心电图，确定了白鱀豚心电图常规导联的连接方法以及心电图的特征，以作为诊断白鱀豚心血管疾病的依据。

## 纪念
1980年中国邮电部为纪念捕获“淇淇”，特地以它的形象发行了特种邮票。1992年成为第四届全国大学生运动会的吉祥物，并成为历届武汉国际渡江节的保护神。1996年中国银行发行了5元纪念币，1997年中国农业部将“淇淇”的形象定位中国水生野生动物保护标志。

## 相册
|  |  |  |  |
|  |  |  |  |
|  |  |  |  |
|  |  |  |  |
|  |  |  |  |